# GNU screen
GNU screen — повноекранний консольний віконний менеджер, що дозволяє використовувати один фізичний термінал для роботи з декількома застосунками, яким виділяються окремі віртуальні термінали, що залишаються активними між різними сеансами зв'язку користувача.